# Kurupalli (K), Srinivaspur
Kurupalli (K) là một làng thuộc tehsil Srinivaspur, huyện Kolar, bang Karnataka, Ấn Độ.